# Говоне
Говоне (итал. Govone) — коммуна в Италии, располагается в регионе Пьемонт, в провинции Кунео.
Население составляет 2032 человека (2008 г.), плотность населения составляет 108 чел./км². Занимает площадь 19 км². Почтовый индекс — 12040. Телефонный код — 0173.
Покровителями коммуны почитаются святой Иоанн Предтеча (San Giovanni Decollato) и святой Секунд , празднование в последнее воскресение августа.

## Демография
Динамика населения:

## Администрация коммуны
- Официальный сайт: http://www.comune.govone.cn.it/